# Homme tenant un livre
Homme tenant un livre ou Homme avec un livre est une peinture à l'huile sur panneau de bois réalisée vers 1529 par le peintre italien Parmigianino (en français Le Parmesan) et conservée au Kunsthistorisches Museum de Vienne.

## Histoire
Le tableau fut acheté lors de la vente de la collection de Charles Ier d'Angleterre en 1651 et enregistré dans la collection de Rodolphe II à Prague en 1685, époque à laquelle on pensait qu'il s'agissait d'une œuvre du Corrège, artiste ayant eu une forte influence sur Parmigianino au début de la carrière de ce dernier. La peinture arriva à Vienne en 1721, toujours avec cette attribution, et ce n'est qu'en 1857 que Ktaft rétablit son attribution actuelle, avec l'accord de la plupart des autres historiens de l'art ultérieurs (Frölich-Bum, 1921, Gamba, 1940, Longhi, 1958, Di Giampaolo, 1991, Gould, 1994, Chiusa, 2001).

## Liens
- Ressource relative aux beaux-arts :   - Musée d'Histoire de l'art de Vienne